# Apogonia maynei
Apogonia maynei är en skalbaggsart som beskrevs av Louis Burgeon 1945. Apogonia maynei ingår i släktet Apogonia och familjen Melolonthidae. Inga underarter finns listade i Catalogue of Life.